# Abbaye Notre-Dame du Mississippi
L'abbaye Notre-Dame du Mississippi est une abbaye de moniales cisterciennes-trappistines, près de Dubuque aux États-Unis. L'abbesse est Mère Nettie Louise Gamble, ocso, et la communauté comprend trente Sœurs. Elles partagent leur temps entre prière (ora), lectio divina, et travail manuel (labora), ainsi qu'étude. Les vigiles sont chantées à 4 heures moins le quart du matin, les complies, dernières prières de la liturgie des Heures, à 7 heures et quart du soir.
Les religieuses vivent de fabrication de caramel, qu'elles expédient dans le monde entier, et de confiserie. Elles exploitent de surcroît leur domaine agricole qui se trouve dans les hauteurs du Mississippi en culture biologique. Elles ont des forêts et un troupeau bovin.

## Histoire

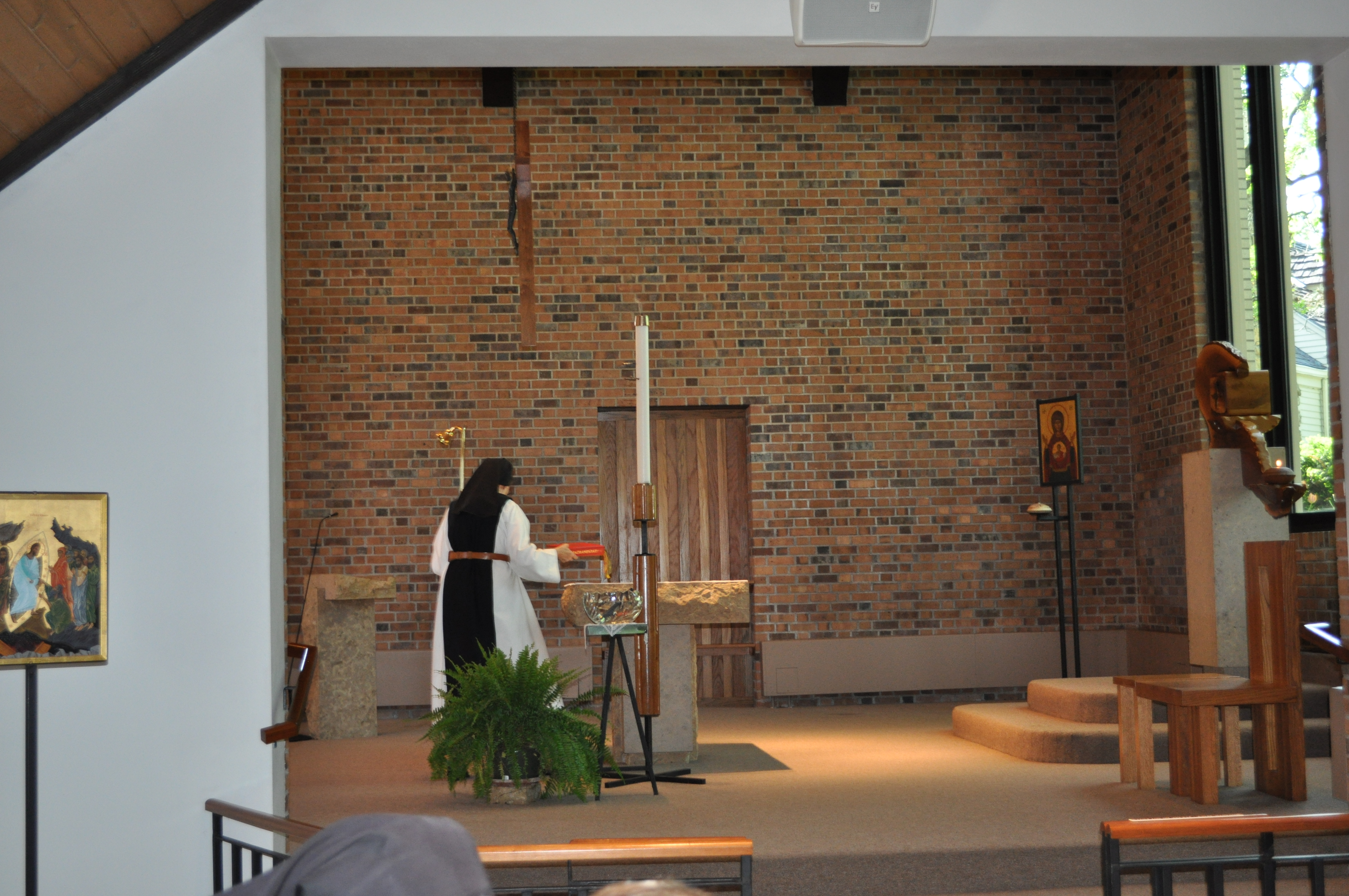
Vue de l'intérieur de l'église abbatiale

L'abbaye Notre-Dame a été fondée par treize sœurs venues de l'abbaye Sainte-Marie de Wrentham (Massachusetts) en 1964. Elles ont tout de suite commencé par élever un troupeau de bovins, à cultiver des conifères pour arbres de Noël et à se lancer dans la confiserie.
Les cisterciennes ont fondé un monastère en 1999 en Norvège avec cinq sœurs américaines et deux sœurs norvégiennes. Ce monastère, situé à Tautra, à côté des ruines de l'abbaye de Tautra est voué à sainte Marie. Il est devenu un prieuré autonome en mars 2006.